# Gauguin, sa vie ardente et misérable
Gauguin, sa vie ardente et misérable est un livre biographique sur Paul Gauguin, écrit par Henri Perruchot et publié en 1948 par les éditions Le Cercle du Livre et Le Sillage, Les Univers de la Connaissance.

## Résumé
Il contient quatre planches hors-texte, des reproductions de tableaux de Paul Gauguin en noir et blanc dans la première édition. 332 pages, pliure sur le plat supérieur de la couverture dans le sens de la longueur. Son poids est de trois cents grammes. En 2016, la valeur estimée du livre est entre sept et cinquante euros, en fonction de l'édition et de l'état du livre.

## L'édition originale.
Pour l'édition originale, il existe cent exemplaires numérotés sur pur fil Johannot, grands papiers.E.O. La couverture est couleur crème et à rabats,. Malgré la rareté, on peut encore trouver des broches non coupées (les anciennes éditions étaient une longue bande de papier, imprimée des deux côtés, puis pliée pour monter le livre en accordéon, plus la reliure. Après achat, il fallait donc couper soi-même les pages dans le sens de la longueur pour pouvoir lire ce qui se trouvait à l'intérieur). Les exemplaires qui sont numérotés de I à X étaient réservés à la société de bibliophiles « les Amis de l'originale »,.